# Brdo (Svatá Maří)
Brdo je malá vesnice, část obce Svatá Maří v okrese Prachatice v Jihočeském kraji. Nachází se na severozápadním úbočí Mařského vrchu asi 1,5 kilometru severovýchodně od Svaté Maří. Je zde evidováno 21 adres. V roce 2011 zde trvale žilo třináct obyvatel.
Brdo leží v katastrálním území Štítkov o výměře 3,14 km².

## Historie
První písemná zmínka o vesnici pochází z roku 1840.

## Obyvatelstvo
| Rok            | 1869 | 1880 | 1890 | 1900 | 1910 | 1921 | 1930 | 1950 | 1961 | 1970 | 1980 | 1991 | 2001 | 2011 | 2021 |
| -------------- | ---- | ---- | ---- | ---- | ---- | ---- | ---- | ---- | ---- | ---- | ---- | ---- | ---- | ---- | ---- |
| Počet obyvatel | 131  | 145  | 121  | 105  | 127  | 95   | 87   | 41   | 39   | 26   | 11   | 6    | 10   | 13   | 13   |
| Počet domů     | 18   | 19   | 19   | 18   | 18   | 18   | 17   | 17   | 17   | 6    | 5    | 8    | 11   | 11   | 11   |

## Obecní správa
Při sčítání lidu v letech 1961–1980 Brdo bylo osadou obce Štítkov v okrese Prachatice. Od 1. července 1980 je částí obce Svatá Maří v okrese Prachatice.

## Pamětihodnosti
- Přírodní památka Mařský vrch – kamenné moře, vzniklé mrazovým zvětráváním

## Fotogalerie

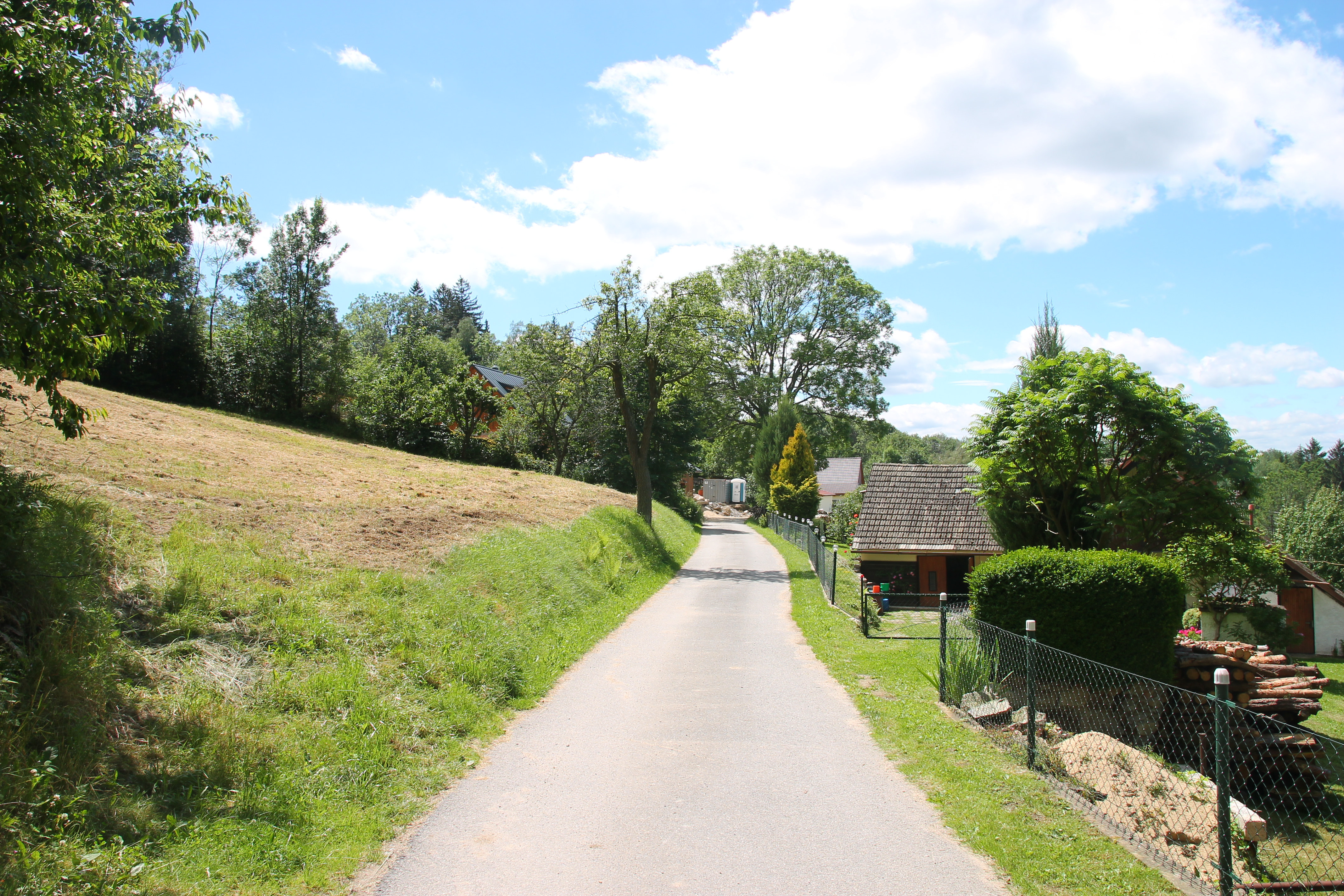
Chalupa u cesty do Štítkova
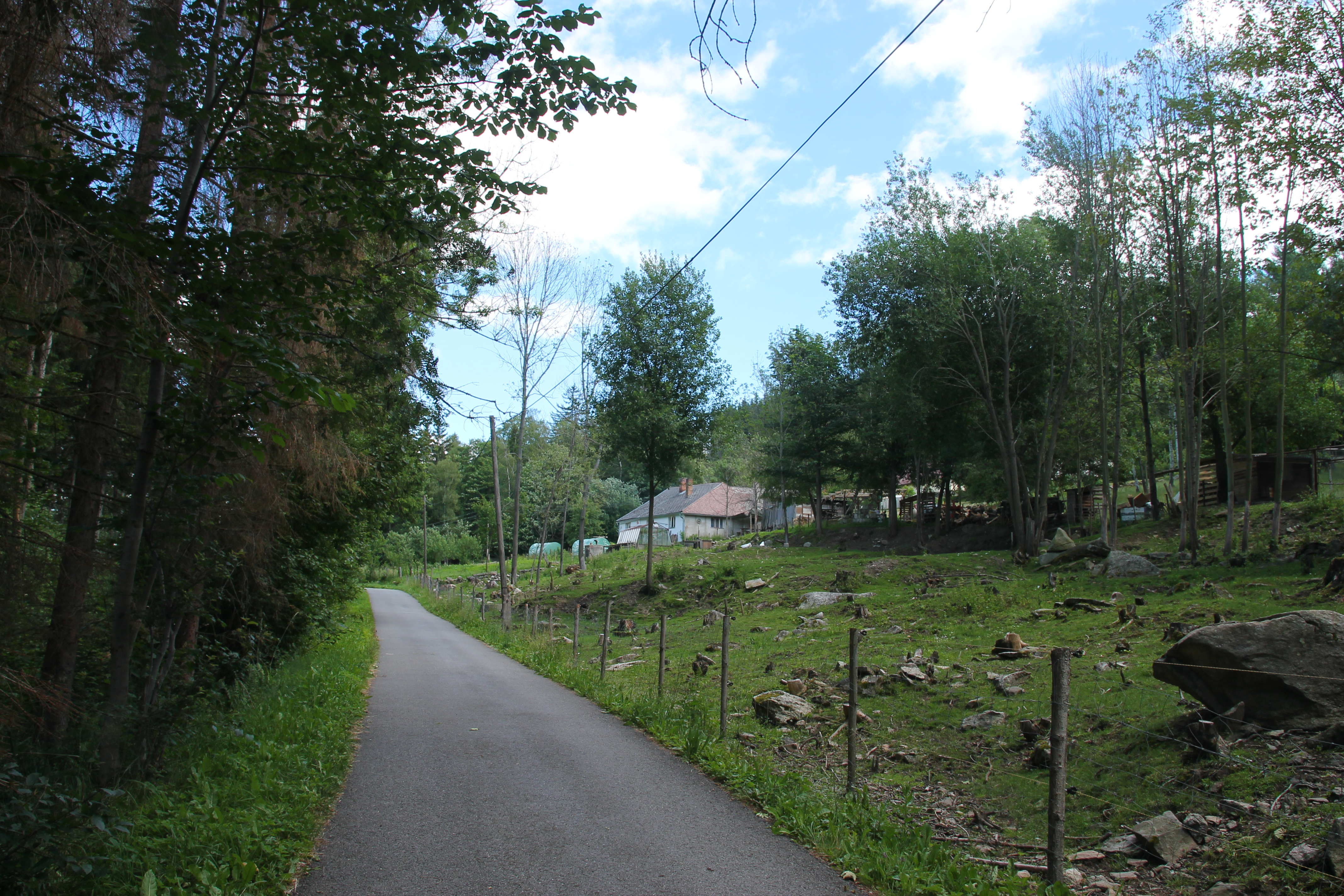
Příjezd od Štítkova